# Carla Anderson Hills
 (mars 2025).
Si vous disposez d'ouvrages ou d'articles de référence ou si vous connaissez des sites web de qualité traitant du thème abordé ici, merci de compléter l'article en donnant les références utiles à sa vérifiabilité et en les liant à la section « Notes et références ».
En pratique : Quelles sources sont attendues ? Comment ajouter mes sources ?
Carla Anderson Hills, née Carla Anderson le 3 janvier 1934 à Los Angeles, est une avocate et femme politique américaine.
Elle est secrétaire au Logement et au Développement urbain des États-Unis entre 1975 et 1977 dans l'administration Ford et représentante américaine au commerce entre 1989 et 1993 sous l'administration G. H. W. Bush. Elle est la première femme à occuper le secrétariat au Logement et la troisième à servir dans le cabinet d'une administration présidentielle aux États-Unis après Frances Perkins (1933-1945) et Oveta Culp Hobby (1953-1955).

## Biographie

### Enfance et études
Carla Anderson naît à Los Angeles. Elle reçoit un B.A. à l'université Stanford, après avoir également étudié à l'université d'Oxford, au Royaume-Uni. Elle obtient un LL.B. à la faculté de droit de l'université Yale, en 1958. Elle épouse Roderick M. Hills la même année.

### Carrière

#### Juriste et secrétaire au Logement
Elle est admise au barreau de Californie en 1959 puis officie comme procureure-adjointe de Los Angeles de 1959 à 1961. De 1962 à 1974, elle est associée au cabinet Munger, Tolles, Hills, and Rickershauser, toujours à Los Angeles. En 1972, elle est professeure-adjoint à l'UCLA. Elle participe à la rédaction d'une loi antitrust, la Federal Civil Practice and Antitrust Advisor. Elle est aussi présidente de l'Association nationale des femmes juristes (National Association of Women Lawyers).

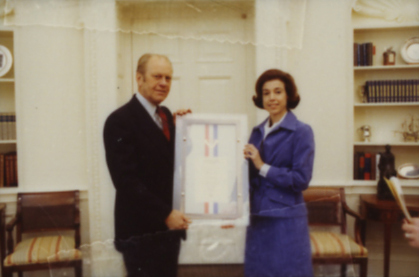
Carla Hills et le président Gerald Ford en 1977.

Elle est une des procureures-générales adjointes des États-Unis (United States Assistant Attorney General) et dirige la section civile du département de la Justice des États-Unis.
Carla Anderson Hills manque d'expérience politique alors qu'elle est auditionnée pour l'obtention du poste de secrétaire au Logement au Développement urbain, au sein de l'administration du président Gerald Ford, où sa nomination est finalement validée. En 1975, elle fait partie des personnalités de l'année selon Time Magazine parmi « Les Américaines ». Elle quitte son poste en 1970. De 1978 à 1989, elle travaille de nouveau dans le domaine juridique et est présidente de l'Institut national urbain de 1983 à 1988.

#### Représentante au Commerce

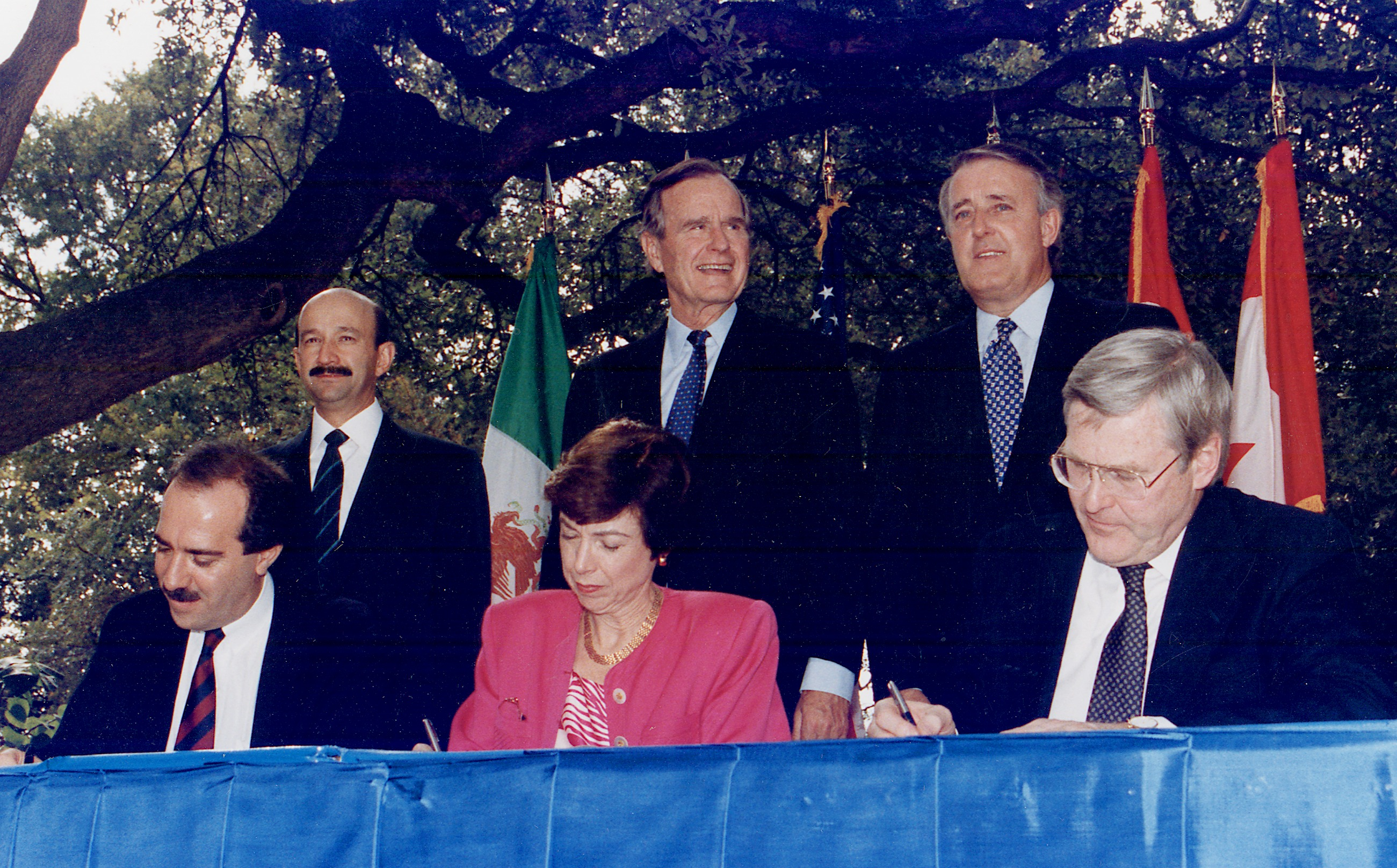
Carla Anderson Hills signant le traité initialisant l'ALENA, à San Antonio, en 1992.

Carla Anderson Hills est représentante américaine au commerce de 1989 à 1993, au sein de l'administration du président George H. W. Bush. Elle est sous la pression de la mise en œuvre de la loi Omnibus Trade and Competitiveness Act de 1988, qui concerne les pratiques commerciales étrangères déloyales. Elle a pour cela voyagé au Japon, au Brésil et en Inde. Avocate du libre-échange, elle a été la négociatrice principale des États-Unis lors de la mise en place de l'Accord de libre-échange nord-américain (ALENA). En 2000, elle reçoit en récompense pour ce travail l'ordre mexicain de l'Aigle aztèque (La Orden del Aguila Azteca Mexicana), qui est la décoration mexicaine la plus élevée pour des citoyens non-mexicains.
La priorité de l'administration du président George H. W. Bush est pourtant l'Accord général sur les tarifs douaniers et le commerce (GATT), dont les négociations prennent le nom d'Uruguay Round. Carla Anderson Hills est connue comme une négociatrice dure et est pour cela reconnue et estimée.

#### Reconversion dans le monde de l'entreprise
Depuis 1993, elle travaille comme consultante et conférencière par l'intermédiaire de la société Hills & Company International Consultants, qui donne des conseils sur l'investissement, le commerce et les questions de risques financiers à l'étranger. Elle a été l'une des fondatrices du Forum pour la politique internationale où elle d'ailleurs administratrice. Elle démissionne de Time Warner avec Ted Turner, en 2006. Elle est désormais consultante pour les entreprises American International Group, The Coca-Cola Company, Gilead Sciences, Rolls Royce ainsi que membre du conseil d'administration du conseil économique sino-américain. En 2008, l'université Yale lui remet doctorat honorifique.
En 2005, elle participe à un groupe de travail indépendant sur l'avenir de l'Amérique du Nord, qui donne naissance à un rapport, appelé Building a North American Community. L'idée principale qui découle des réflexions menées est de renforcer les relations commerciales entre les États-Unis, le Canada et le Mexique en rendant le commerce et la planification de l'infrastructure nord-américaine plus efficace et en renforçant les relations frontalières et linguistiques. Par exemple, il a été recommandé d'« aider les écoles primaires et secondaires d'Amérique du Nord » ou « développer l'échange d'enseignants et des programmes de formation pour les enseignants du primaire et du secondaire. Cela aiderait à éliminer les barrières linguistiques et de donner à certains étudiants le sentiment d'une identité nord-américaine. Davantage d'efforts devraient également être faits pour recruter des professeurs de langues venant du Mexique pour enseigner l'espagnol aux États-Unis et au Canada ».
Elle est présidente du Conseil des relations étrangères des États-Unis de 2007 à 2017.

## Distinctions
- 2008 : Doctorat honoris causa de l'université Yale[2]